# Kolacja z arszenikiem
Kolacja z arszenikiem (ang. The Last Supper) − amerykańska czarna komedia z 1995 roku, w reżyserii Stacy Title.

## Obsada
- Ron Eldard – Pete
- Cameron Diaz – Jude
- Courtney Vance – Luke
- Charles Durning – wielebny Gerald Hutchens
- Jason Alexander – przeciwnik ochrony środowiska
- Annabeth Gish – Paulie
- Jonathan Penner – Marc
- Nora Dunn – szeryf Alice Stanley
- Bill Paxton – Zack
- Mark Harmon – męski szowinista
- Ron Perlman – Norman Arbuthnot
- Dan Rosen – zastępca szeryfa Hartford

## Fabuła
Grupa ludzi postanawia zapraszać na kolację ludzi, których uznają za złych, by ich otruć.